# Ozarba phaeocroa
Ozarba phaeocroa là một loài bướm đêm trong họ Noctuidae.